# Spooner (hrabstwo Washburn)
Spooner – miejscowość w Stanach Zjednoczonych, w stanie Wisconsin, w hrabstwie Washburn.